# La Dame de pique (Windows)
La Dame de pique (titre original : Hearts) est un jeu vidéo pour PC inclus avec le système d'exploitation Windows, et basé sur le jeu de cartes du même nom. Il a été introduit dans Windows 3.1 en 1992 et a depuis été intégré dans toutes les versions de Windows, excepté Windows 8.

## Historique
La Dame de pique a d'abord été inclus dans Windows for Workgroups 3.1, qui est le premier système d'exploitation Microsoft supportant le travail en réseau. Cette version de Windows, publiée à l'automne 1992,, comprenait une nouvelle technologie de réseau développée par Microsoft et appelée NetDDE. La Dame de pique a été ainsi choisie par Microsoft pour mettre en valeur cette nouvelle technologie permettant à plusieurs joueurs de jouer simultanément sur un réseau informatique. Cet héritage peut être vu dans le nom original du programme dans la barre de titre : « La Dame de pique en réseau » (en anglais : « The Microsoft Hearts Network »).
Le programme continue à être intégré dans toutes les versions de Windows, à l'exception de la série Windows NT jusqu'à Windows XP. Il n'était donc pas inclus dans Windows NT 4.0 et Windows 2000.
Dans le menu « Aide », La Dame de pique offre une citation de la pièce Jules César de Shakespeare (acte III, scène II) : « Je ne viens pas, amis, pour enlever vos cœurs ».
Les versions ultérieures de Windows à partir de Windows Vista suppriment cette fonctionnalité de jeu en réseau et changent ainsi le nom du programme en barre de titre (bien que la fonctionnalité de jeu en réseau a également été supprimée dans la version de Windows XP). Les graphiques du jeu ont par ailleurs été revus pour s'adapter à Windows Aero.
Dans la version originale, le nom des trois adversaire par défaut : Pauline, Michele et Ben, ont été spécifiés par le développeur du programme. Le premier est le conjoint d'un employé de Microsoft qui a trouvé un bug du programme. Le second était un employé de Microsoft, qui avait démissionné en 1995. Enfin, le troisième représente l'enfant de l'employé qui a fréquenté le lieu de travail de Microsoft. Ces noms ne sont plus utilisés à partir de la modernisation du jeu après Windows Vista, favorisant plutôt les trois points cardinaux en fonction de leur côté de la fenêtre. De plus, cette nouvelle version ne demande plus à entrer un nom de joueur au démarrage, mais utilise à la place le nom du compte utilisateur actuellement connecté.

## Système de jeu
Ce logiciel suit les règles du jeu standard de La Dame de pique. Après chargement du jeu, l'utilisateur est invité — dans sa version avant Windows Vista — à saisir son nom, puis le jeu commence. Celui-ci s'arrête lorsque au moins un joueur a plus de 100 points à l'issue d'une main. Le gagnant est le joueur ayant remporté le moins de points.